# The Models
The Models (también Models) fue una banda de punk de corta vida formada en Harrow, Inglaterra. Los miembros fueron Cliff Fox (voz y guitarra), Marco Pirroni (guitarra), Mick Allen (bajo) y Terry Day (batería).
Pirroni y Allen se conocieron en la escuela de arte de Harrow. Cuando emergió el punk en 1976, Pirroni formó Siouxsie and the Banshees, tocando guitarra, aunque la formación con Pirroni duró poco tiempo, lo justo para aparecer en el 100 Club Punk Festival en septiembre de 1976. Poco después, Allen y él formaron una banda llamada The Beastly Cads, que pasaría después a llamarse The Models. La banda sólo lanzó un sencillo con los temas "Freeze" y "Man of the Year", publicado por el sello Step Forward de Mark Perry en junio de 1977, y poco después grabaron cuatro canciones para el programa de John Peel en la BBC, el 4 de julio de 1977, antes de su disolución. Posteriormente, Pirroni y Allen formaron Rema-Rema, una banda de post-punk. 
Pirroni después volvería a juntarse con Terry Day, que pasó a llamarse Terry Lee Miall, en Adam and the Ants, trabajando junto al cantante y líder de la banda Adam Ant. Allen pasó a nuevos proyectos, entre los que destaca The Wolfgang Press perteneciente al sello discográfico británico 4AD. Después se unió a Giuseppe De Bellis, para formar el proyecto experimental Geniuser.